# Бігування
Бігува́ння, або біго́вка (від нім. biegen — гнути, згинати) — попереднє нанесення на матеріал (папір, картон тощо) ліній згинів. Належить до технологічних операцій у друкарстві, рідше може використовуватись у ремісництві, наприклад, при виготовленні саморобних поштівок. Від фальцювання (яке має таку ж мету) відрізняється дещо іншою, яскравіше вираженою, лінією згину, а також тим, що бігування можливе на щільніших матеріалах.
Бігом називають один чи кілька паралельних жолобків у вигляді прямих ліній витиснутих на папері, картоні чи інших матеріалах для зменшення жорсткості по лінії майбутніх згинів та запобіганні руйнуванню матеріалів при згинанні. Завдяки бігам папір легше згинається причому згин відбувається по визначеній лінії.
Бігування великих тиражів здійснюється на бігувальних машинах за допомогою тупих дискових ножів, які втискають та ущільнюють матеріал, при цьому частково руйнуючи зв'язки у волокнистих матеріалах. Бігування малих тиражів та виробів з особливим дизайном може здійснюватись вручну. Найпростіший варіант ручного бігування — нанесення ліній згину тупим боком ножа за допомогою лінійки.